# Wolfgang Passow
Wolfgang Passow (* 6. Mai 1863 in Altreetz bei Königsberg in der Neumark; † 4. März 1901 in Hirschberg im Riesengebirge) war ein deutscher Klassischer Philologe und Gymnasiallehrer.

## Leben
Wolfgang Passow, der Sohn des Sanitätsarztes Moritz Passow († 1873) und Enkel des Philologen Franz Passow, stammte aus einer alten Pastoren- und Offiziersfamilie. Er besuchte das Joachimsthalsche Gymnasium in Berlin und studierte nach der Reifeprüfung (1881) Klassische Philologie an der Berliner Universität. Von 1882 bis 1883 diente er als Einjährig-Freiwilliger und schied als Leutnant der Reserve aus. Das Sommersemester 1883 verbrachte Passow an der Universität Bonn, wo er auch archäologische Veranstaltungen bei Reinhard Kekulé von Stradonitz besuchte. Nach seiner Rückkehr belegte er auch in Berlin archäologische Kollegs. Im Wintersemester 1884/1885 wechselte er an die Universität Göttingen, wo Ulrich von Wilamowitz-Moellendorff und Hermann Sauppe seine akademischen Lehrer wurden. 1886 wurde Passow mit der Dissertation De crimine βουλεύσεως promoviert; am 19. November 1887 bestand er die Lehramtsprüfung für die Fächer Griechisch, Latein (beide für Oberstufe I) und Alte Geschichte (für Oberstufe III). Zu Ostern 1888 trat Passow sein Probejahr am Berliner Sophiengymnasium an, wo er im November auch eine Ergänzungsprüfung für Alte Geschichte (Oberstufe I) und Deutsch (Unterstufe II) ablegte sowie im März 1889 eine Ergänzungsprüfung für Turnen.
Nach Ende des Probejahres (1. April 1889) arbeitete Passow ein halbes Jahr lang ohne Gehalt als Hilfslehrer am Sophiengymnasium weiter. Sein erstes Gehalt verdiente er ab Oktober 1889 als Hilfslehrer am Berliner Leibniz-Gymnasium. Am 1. April 1890 erhielt Passow am Königlichen Gymnasium der schlesischen Kleinstadt Hirschberg eine Festanstellung als „ordentlicher Lehrer“. Kurz darauf heiratete er Helene Mithoff. Seine Studienfreunde Georg Wentzel und Friedrich Spiro widmeten dem Paar als Hochzeitsgeschenk zwei Aufsätze (Die Entführung der Helene, Hochzeitszug des Poseidon), die als Epithalamion in Göttingen gedruckt wurden.
Am 17. September 1892 wurde Passow in Hirschberg zum Oberlehrer ernannt. Hier blieb er Reserveoffizier (am 15. November 1894 wurde er zum Oberleutnant der Reserve befördert) und widmete sich seiner Forschungsarbeit. 1897 und 1898 veröffentlichte er im Schulprogramm seines Gymnasiums zwei Aufsätze De Aristophane defendendo contra invasionem Euripideam („Verteidigung des Aristophanes gegen das Eindringen des Euripides“). Seine Monografie Studien zum Parthenon entstand nach Autopsie der Sammlungen in den Königlichen Museen zu Berlin und war „[s]einer lieben Frau und verständnisvollen Gehilfin“ gewidmet. Die Drucklegung erlebte Passow nicht mehr. Wenige Wochen nach Unterzeichnung des Vorwortes am 4. März 1901 erschoss er sich, wie sein Mentor Wilamowitz angibt, nach jahrelangen Depressionen. Sein letztes Werk wurde von Botho Graef und Ulrich von Wilamowitz-Moellendorff, der es als 17. Heft der Philologischen Untersuchungen annahm, leicht überarbeitet und 1902 postum veröffentlicht.